# Pance (Cali)

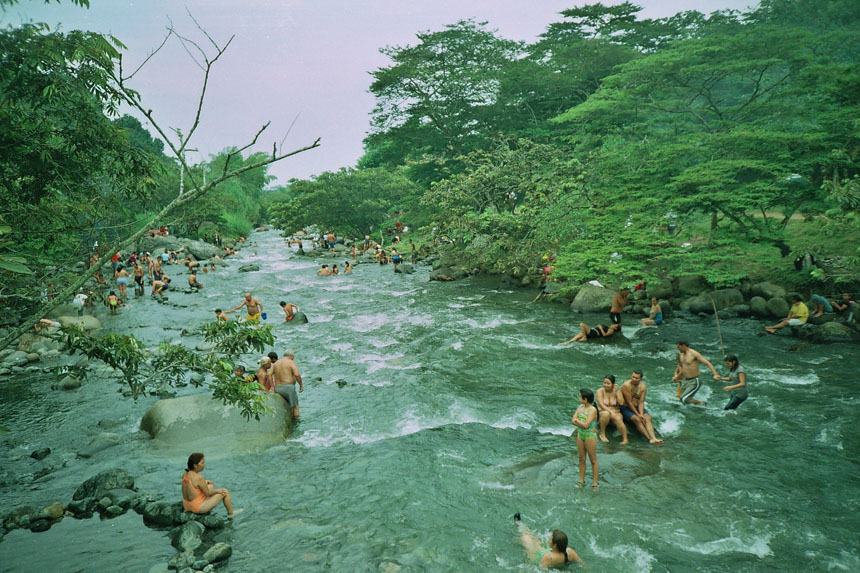
Turismo en el río Pance

Pance es un corregimiento en el sur del distrito colombiano de Santiago de Cali, su área se extiende desde el valle del río Cauca hasta el Parque Nacional Natural los Farallones de Cali. Pance es el corregimiento más extenso del distrito.
Limita al norte con los corregimientos Los Andes, Villacarmelo, y La Buitrera y la comuna 22 de Cali; al oriente limita con el corregimiento El Hormiguero; al sur con el municipio de Jamundí y al occidente con el municipio de Buenaventura. 
Es conocido como uno de los corregimientos más exclusivos socioeconómicamente, ya que en él se encuentran casas y fincas muy lujosas.

## División territorial
Geográficamente el corregimiento está en la cuenca del río Pance, y se conforma por su centro poblado cabecera (la cual le da el nombre al corregimiento) y 13 veredas, a saber:
- Pance
- La Viga
- El Peón: con los asentamientos de El Rincón y Loma Larga
- Pico de Águila
- El Banqueo: con los asentamientos El Jardín y El Banquito
- La Vorágine: con los asentamientos de El Jordán, Alto de la Iglesia y Chorro de Plata
- San Francisco
- El Porvenir
- San Pablo
- Alto del Trueno
- El Topacio
- El Pato
- La Castellana

## Historia
Originalmente la región en los límites del corregimiento estuvo ocupada por la tribu Panci o Pance, a quienes los conquistadores españoles diezmaron.
Los colonos fundadores del corregimiento llegaron entre 1900 y 1915, principalmente del Cauca y de Nariño quienes eran combatientes sumidos en la miseria por la Guerra de los Mil Días. Una segunda ola de pobladores llegó en la década de 1940. Hasta antes de 1960 los habitantes de Pance eran campesinos o mineros, pero desde entonces empieza a poblarse con gente de la ciudad de Cali, especialmente en los alrededores de la vereda de La Vorágine. Estos nuevos pobladores llegan a construir lugares de retiro antes que a trabajar en las tierras o en las minas. 
En la década de 1970 empiezan los negocios y estaderos en las márgenes del río Pance, que hacen del turismo una de las principales actividades económicas.
Pance presenta diversos pisos térmicos debido a su gradiente de altura. En la vereda de La Vorágine, a 1.100 m s. n. m., el ecosistema es de selva tropical de tierras bajas. El pueblo Pance y la vereda de El Topacio se encuentran aproximadamente a 1.550 m s. n. m. en una región de selva subandina, la cual cambia rápidamente a selva andina en la vereda de Pico de Loro, que abarca hasta los 2800 m s. n. m. del pico del mismo nombre. Las tierras altas del Parque Nacional Natural Farallones de Cali presentan el piso térmico de páramo.

## Atractivos naturales
Los lugares naturales de mayor atracción son:
río Pance, Parque de la Salud, Parque El Embudo, Parcelación Chorro de Plata, Club del Departamento,  Los Arrayanes Parque Acuático, El Cafetal, La Chorrera del Indio, La Hacienda La Riverita y El Pueblito Pance.
El corregimiento de Pance se destaca por sus múltiples atractivos turísticos naturales, de senderismo, turismo de naturaleza, comunitario y de recreo. La Corporación Autónoma Regional del Valle del Cauca y Cauca (CVC) estimó en el año 2022, gracias a un estudio de la Universidad del Valle, que la capacidad de carga de visitantes de este lugar era de 7737 personas al día.